# 31 août 1942
Le lundi 31 août 1942 est le 243e jour de l'année 1942.

## Naissances
- Albert Nufer, politicien suisse
- Daniel Percheron, homme politique français
- Gérard Pirès, cinéaste français
- George Kuchar (mort le 6 septembre 2011), réalisateur underground américain
- Jean-Michel Ferrand, personnalité politique française
- Jean Capdouze (mort le 12 juin 1999), joueur français de rugby à XV
- Pedro Solbes, politicien espagnol
- Raymond Ranjeva, juriste malgache
- Suzanne Roquette, actrice allemande
- William Tannen, réalisateur, acteur, scénariste, producteur et directeur de production américain

## Décès
- Georg von Bismarck (né le 15 février 1891), Generalleutnant allemand durant la Seconde Guerre mondiale
- Georges Lakhovsky (né le 17 septembre 1870), inventeur et auteur franco-soviétique
- Margarethe Schmahl (née le 24 décembre 1882), écrivain et journaliste autrichienne

## Événements
- Sortie italienne du film Un coup de pistolet
- début de la grève générale au Grand-Duché de Luxembourg pour protester face à l'introduction du Reichsarbeitsdienst et du service militaire obligatoire
- départ du 26e convoi de déportation des Juifs de France, du camp de Drancy vers Auschwitz : 1000 déportés, 17 survivants en 1945.